# Karl Friedrich Erhard von Legat
Karl Friedrich Erhard von Legat (* 2. Juni 1735 in Zerrehne, Kreis Köslin; † 7. Februar 1811 in Ziesar) war ein preußischer Generalleutnant im Ingenieurkorps.

## Leben

### Herkunft
Seine Eltern waren der Hauptmann Erhard Leberecht von Legat (* 21. Juli 1690; † 20. Januar 1773) und dessen Ehefrau Justine Juliane, geborene von Münchow (* 30. September 1695; † 22. März 1742).

### Militärkarriere
Legat kam am 6. Februar 1756 als überzähliger Kondukteur in das Ingenieurkorps in Schlesien. Am 1. Juli 1756 wurde er dort als Kondukteur eingereiht. Während des Siebenjährigen Krieges nahm er an den Belagerungen von Olmütz und Schweidnitz teil. Bei letzterer wurde er am Kopf verwundet. Ferner kämpfte er in den Schlachten bei Prag, Hochkirch, Zorndorf und Torgau. In der Zeit wurde er am 12. April 1758 zum Sekondeleutnant befördert und am 25. April 1759 als Premierleutnant in das Garnisonsregiment Nr. 10 mit Patent zum 12. April 1758 versetzt. Am 12. Juli 1761 folgte seine Rückversetzung in das Ingenieurkorps nach Magdeburg.
Nach dem Krieg erhielt Legat am 26. November 1767 die königliche Erlaubnis, als Ingenieurleutnant in das Infanterieregiment „von Nassau-Usingen“ zu gehen, „um als Genie“ ausgebildet zu werden. Dazu wurde er am 1. April 1768 nach Burg bei Magdeburg versetzt. Am 7. März 1774 wurde er nach Marienwerder versetzt, um den Oberstleutnant Madeleine Touros Graf d’Heinze beim dortigen Festungsbau zu unterstützen. Am 1. August 1774 wurde er zum Hauptmann befördert und am 19. September 1774 erneut zum Ingenieurskorps nach Magdeburg versetzt. Am 15. Juni 1787 wurde Legat Major mit Patent vom 16. Juni 1787. Am 18. Januar 1795 wurde er Oberstleutnant und am 30. Mai 1898 Oberst. Seine Demission erhielt er am 18. Februar 1805 mit einer Pension von 1000 Talern sowie dem Charakter als Generalleutnant. Nach dem verlorenen Vierten Koalitionskrieg bot er nochmal seine Hilfe an, doch König Friedrich Wilhelm III. lehnt mit Hinweis auf sein Alter ab. Er starb am 7. Februar 1811 in Ziesar.

### Familie
Legat heiratete am 14. Februar 1776 in Freienwalde Johanna Bernhardine Maria von Fuchs (* 8. Februar 1748; † 29. Januar 1805), eine Tochter des Kriegsrates Konrad Ludwig von Fuchs (1707–1772). Das Paar hatte mehrere Kinder:
- Karl Lebrecht Ludwig August (* 9. Dezember 1775; † 17. März 1854), Hauptmann a. D.
- August Anton (* 14. Oktober 1777; † 22. Februar 1781)
- Luise Karoline Elisabeth (* 27. September 1779; † 16. März 1838) ⚭ Gustav Franz Leberecht von Heeringen († 29. Mai 1836), Herr auf Groß-Mehler und Ohrdruff
- August Christian Friedrich (1781–1852), preußischer Generalleutnant ⚭ Josephine Adeline le Vaillant de Hautecourt (* 13. September 1794; † 13. Oktober 1856)
- Johanna Ehrengarde Henriette (* 11. November 1783; † 9. Januar 1872)
- Charlotte Juliane Friederike (* 13. Mai 1786; † 6. Januar 1872) ⚭ 1808 Ascan Wilhelm Lutteroth (1783–1867), Kaufmann, Bürgermeister von Hamburg
- Ferdinand Franz Gottlob (* 2. November 1789), Oberforstmeister in Danzig, Major a. D.⚭ Ferdinande Wilhelmine Frederike Türk (* 5. Februar 1797; † 5. März 1872)

Nach ihrem Tod heiratete er Maria Elisabeth von Jägersbach († 21. Juni 1809), Witwe des Gottlieb Anton Leberecht von Legat (1722–1794).